# 고령 지산동 32호분 출토 금동관
고령 지산동 32호분 출토 금동관(高靈 池山洞 三十二號墳 出土 金銅冠, 영어: Gilt-bronze crown excavated from No. 32 Tomb, Jisan-dong)은 서울특별시 용산구 용산동6가, 국립중앙박물관에 있는 1978년 고령 지산동 32호분에서 출토된 유물로서, 발굴경위와 출토지가 확실하고 함께 출토된 유물에 의해 5세기 당시 대가야에 제작된 금동관이다. 2019년 3월 6일 대한민국의 보물 제2018호로 지정되었다.

## 안내문
고령 지산동 32호분 출토 금동관’은 1978년 고령 지산동 32호분에서 출토된 유물로서, 발굴경위와 출토지가 확실하고 함께 출토된 유물에 의해 5세기 대가야시대에 제작된 사실이 확인되었다. 얇은 동판을 두드려 판을 만들고 그 위에 도금하였으며 삼국시대의 일반적인 금동관 형태인 ‘출(出)’자 형식에서 벗어나 중앙의 넓적한 판 위에 X자형의 문양을 점선으로 교차해 새긴 매우 독특한 양식을 보여준다. 가야시대 금동관은 출토 예가 매우 적다는 점을 감안할 때 이 금동관은 유물로서 희소가치가 탁월하며, 특히 현대적 감각을 보여주는 단순․세련된 문양으로 인해 신라 및 백제의 관모(冠帽)에 비해 고유성이 강하다. 이러한 내용을 종합해 볼 때 ‘고령 지산동 32호분 출토 금동관’은 5～6세기 대가야의 관모공예를 대표하는 작품으로 보물로서 지정 가치가 충분하다.

## 같이 보기
- 고령 지산동 고분군: 사적 제79호

## 참고 자료
- 고령 지산동 32호분 출토 금동관 - 국가유산청 국가유산포털